# Sistema autónomo de energía

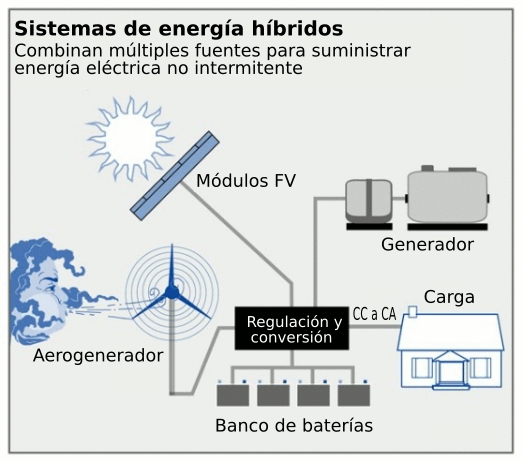
Esquema de un sistema híbrido

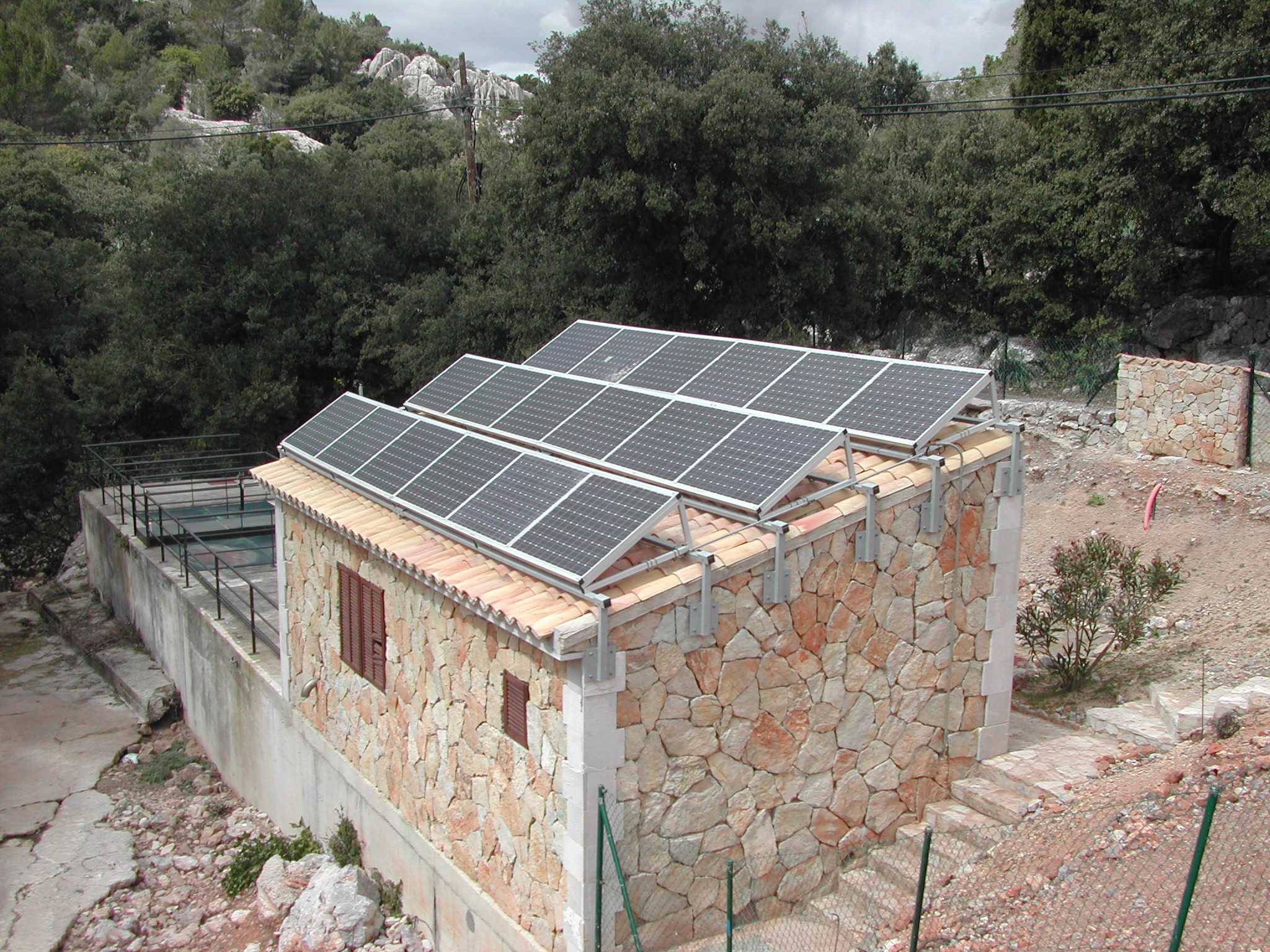
Un sistema solar fotovoltaico aislado típico de una planta de tratamiento de aguas residuales en el Santuari de Lluc, España

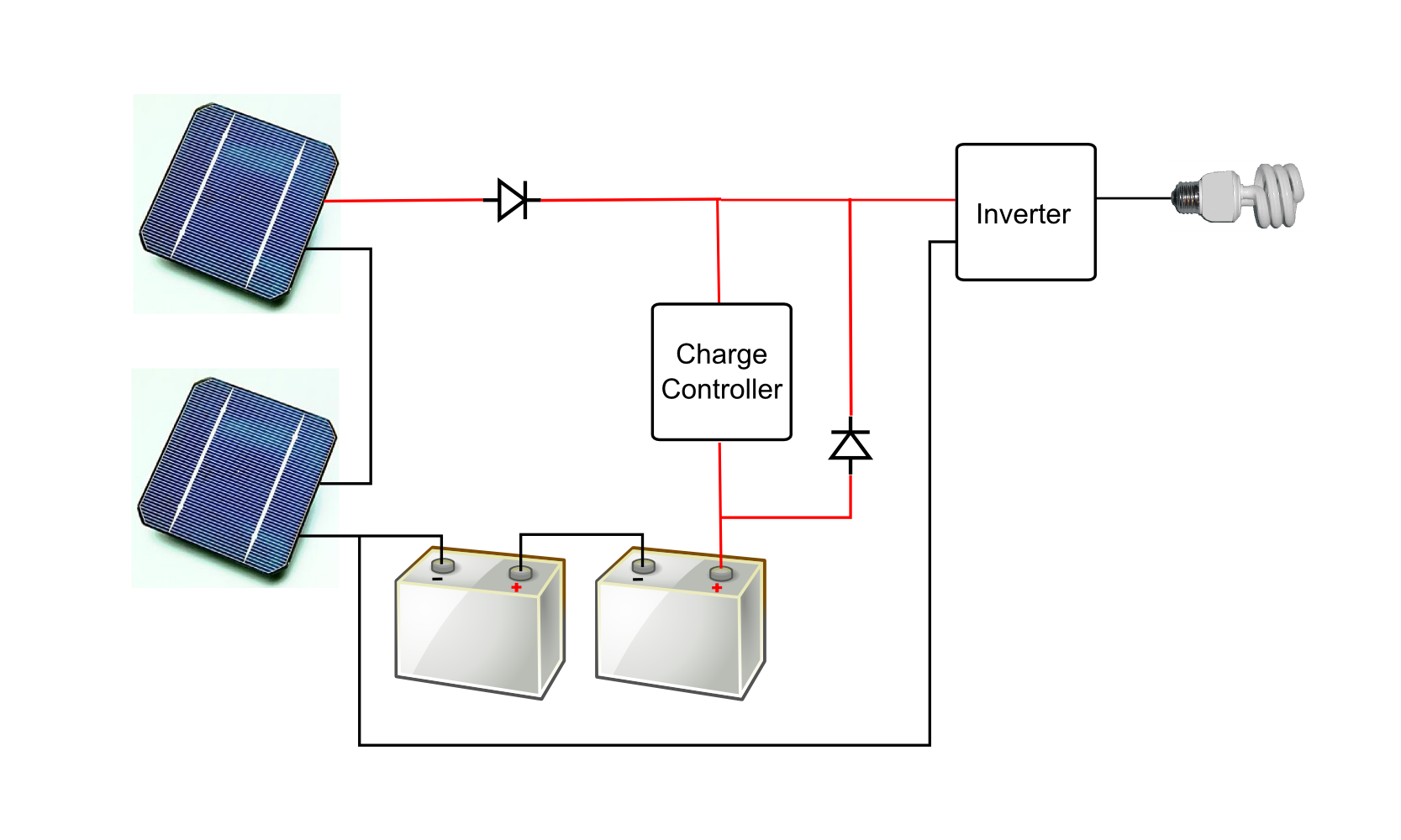
Esquema de un sistema FV aislado con batería y cargador

Un sistema de energía independiente (abreviadamente SAPS, MSF o SEI), también conocido como fuente de alimentación de remota área (abreviadamente RAPS), es un sistema eléctrico fuera de la red para lugares que no estén equipados con un sistema de distribución de energía eléctrica o que no deseen estar incluidos en él. Los SAPS típicos incluyen uno o más métodos de generación de electricidad, almacenamiento de energía y su regulación.
La electricidad se genera típicamente por uno o más de los métodos siguientes:
- Sistema fotovoltaico de paneles solares.
- Turbina eólica
- Fuente geotérmica
- Micro combinada de calor y electricidad.
- Microhidro

El almacenamiento se implementa típicamente con un banco de baterías. La potencia absorbida directamente de la batería será corriente directa de extra-bajo voltaje (DC ELV) y esto se utiliza especialmente para la iluminación, así como para los aparatos de CC. Se utiliza un inversor para generar CA de baja tensión, que se puede utilizar con los aparatos más típicos.
Los sistemas aislados de fotovoltaica son independientes de la red de suministro eléctrico y pueden utilizar paneles solares solamente o se pueden utilizar en conjunción con una turbina de viento y/o baterías.

## Galería

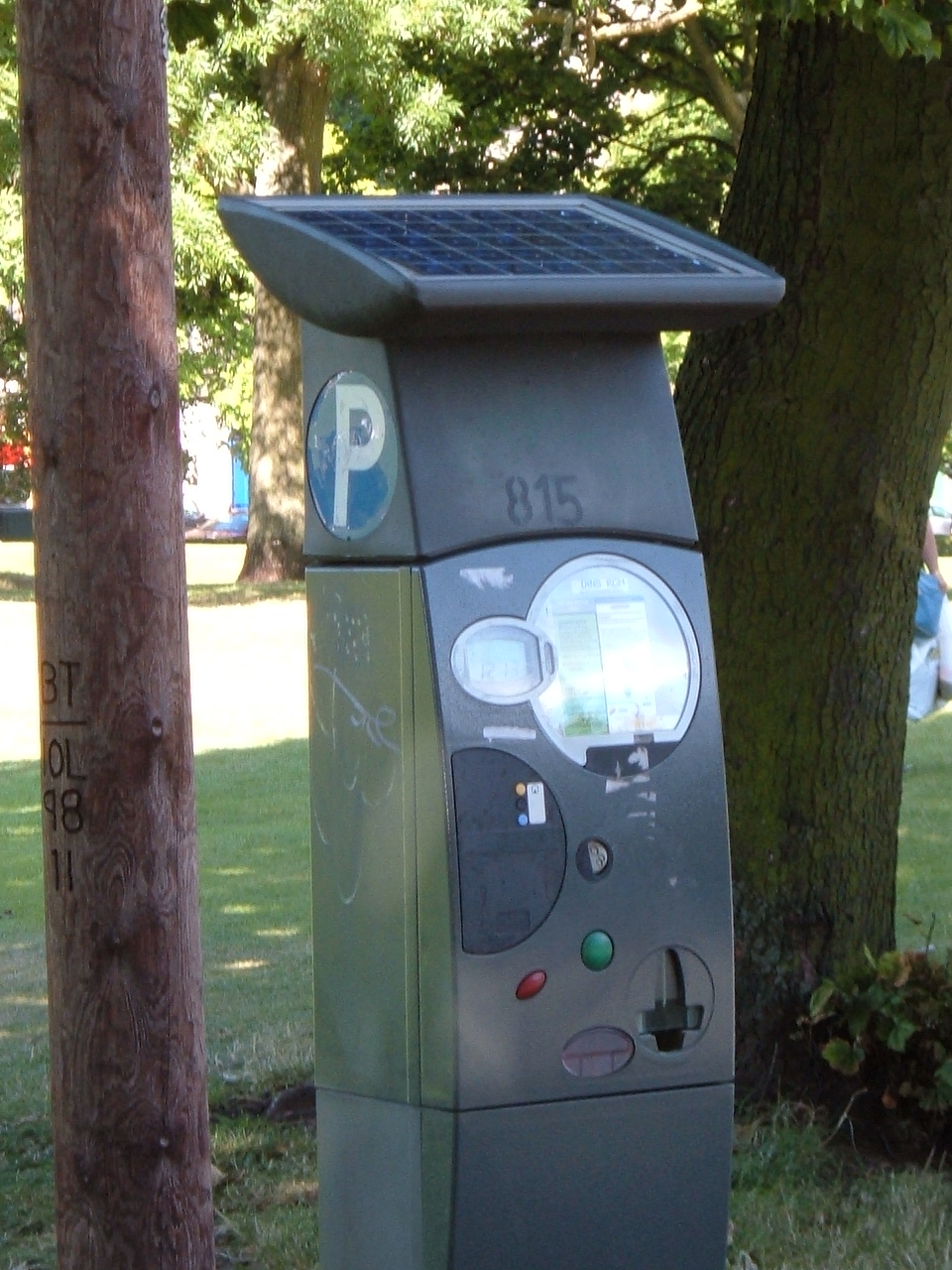
Parquímetro alimentado por energía solar